# Willy Müller (Politiker, 1903)
Willy Müller (* 10. Oktober 1903 in Laufen BL, Schweiz; † 19. September 1976 in Ludwigshafen am Rhein) war ein deutscher Politiker der SPD.

## Leben und Beruf
Nach dem Abitur auf dem Realgymnasium besuchte Müller die Staatliche Fachschule für Wirtschaft und Verwaltung in Berlin und arbeitete dann als kaufmännischer Angestellter in Düren. Von 1925 bis 1933 war er Geschäftsführer des Gewerkschaftsbundes der Angestellten. Nach der Machtübernahme der Nationalsozialisten wurde er aus politischen Gründen entlassen und fand eine Anstellung in der Mühlenindustrie. Von 1943 bis 1945 nahm er als Soldat am Zweiten Weltkrieg teil.
Von 1945 an war Müller zunächst als Prokurist und später als Direktor und persönlich haftender Gesellschafter der Nibelungen-Mühle in Worms tätig.

## Partei
In der Weimarer Republik war Müller seit 1925 Mitglied des Reichsvorstandes der Jungdemokraten, denen er seit 1922 angehörte. 1928 trat er der DDP bei. Durch deren Vereinigung mit dem Jungdeutschen Orden kam er zur Deutschen Staatspartei, deren Mitglied er bis zur Auflösung 1933 blieb. Außerdem engagierte er sich im Reichsbanner Schwarz-Rot-Gold. 1946 trat er der SPD bei.

## Abgeordneter
Dem Deutschen Bundestag gehörte Müller von 1949 bis 1969 an. Im Parlament vertrat er den Wahlkreis Worms, in dem er immer direkt gewählt wurde.
Der BStU stellte 2013 fest, dass das Ministerium für Staatssicherheit zu Müller Akten anlegte mit einem kontinuierlichen Informationsfluss. „Müller hat wahrscheinlich nicht bewusst mit der HV A kooperiert, sondern dürfte eher unter einer Legende abgeschöpft worden sein.“